# Хисторија Босне
Хисторија Босне је књига Владимира Ћоровића у којој је изнет синтетички преглед босанске прошлости од праисторије до краја средњег века. Издата је у Београду 1940. године. Хисторија Босне је животно дело овог српског историчара. Објављену и необјављену грађу почео је да прикупља још 1909. године када се запослио у Земаљском музеју у Сарајеву. Највећи део грађе прикупио је у Дубровачком архиву. Међу необјављеним радовима Владимира Ћоровића налазе се и Белешке из канцеларијских и нотарских списа дубровачког архива. 
Целовитом приказу преисторијског доба и средњовековне прошлости Босне претходили су његови мањи радови и то Бан Кулин, Питање о пореклу Котроманића, Како је војвода радослав Павловић продавао дубровчанима Конавље (1423—1427), Бан Барић и његови потомци, затим монографија Краљ Твртко I Котроманић. Међутим, полазна основа и идеја водиља Хисторије Босне била је приступна академска беседа Владимира Ћоровића Територијални развој босанске државе у средњем веку. 
Обимно дело од 658 страна поделио је на дванаест већих целина: Прехисторијско доба, Римски период, средњи век, Босна у XIII веку, Влада Степана Котроманића, Босна на врхунцу своје моћи, Босна у XV веку, Постанак Херцеговине, последњи трзаји, Пад Босне, Пад Херцеговине, Прилози.
У синтетичким прегледима предност се даје подели која је заснована на унутрашњем развитку државе и друштва са тематски јасно омеђаним целинама. Ћоровић се определио за претежно хронолошку периодизацију. Показало се да у овом случају рашчлањење текста није најпрецизније. Глава средњи век покрива у ствари само рани средњи век, од досељења Словена о владе Кулина бана. Ту је укључен и одељак о цркви босанској. Ретко када се почетак и крај једног столећа подударају са кључним заокретима који међе и заокружују епоху од сто година (Босна у XIII веку, Босна у XV веку). Синтетички текст који се завршава падом Херцеговине, тачније одељком о Херцеговићима, допуњен је аналитичким прилозима о Котроманићим, затим текстом о народним песмама о пропасти Босне и турским намесницима у херцеговини. За разлику од Историје Југославије и Историје Срба, изразитих синтетичких дела која су писана без научног апарата и пратеће библиографије у Хисторији Босне Ћоровић се готово на свакој страни позива на изворе и литературу. Када је реч о политичкој историји ово дело је знатно садржајније и потпуније од ранијих целовитих прегледа прошлости Босне. Историју културе свесно је изоставио намеравајући да тој области посвети посебну књигу. Али, запоставио је историју привреде и друштва. Што се тиче цркве босанске, увек актуелне теме, разапињао се између концепције Фрање Рачког и противника схватања хрватских историчара. Није се међутим колебао када је у питању етничка структура становништва и писмо. Бан Матија Нинослав изричито назива своје поданике Србима за разлику од Дубровчана или Влаха али се такви примери у каснијем периоду не понављају. 
Они пишу ћирилицом, ни једна повеља из босанске државне канцеларије није записана нити је изишла у другом писму- и за то се писмо зна и каже да је српско, али то се не сматра као нека нарочита племенска карактеристика народа.— Владимир Ћоровић, Хисторија Босне
На основу истраживачких резултата о прошлости Ћоровић је у уводним и завршним страницама синтезе укратко изложио своје виђење будућности Босне. По свом географском положају и становништву, Босна је од давнина представљала природну копчу али и јабуку раздора између Срба и Хрвата. Она никада није добила обележја националне државе. Ни дело краља Твртка није се одржало. Сеобама и мешањем становништва угасила се свест о некадашњој држави. Пошто је у XIX веку почела борба за ослобођење иод Турака: 
нико више није тражио да се обнови та стара држава, него је тежња свих била да се уђе у оквир својих других националних заједница, односно код већине да се створи права српска национална држава.— Владимир Ћоровић, Хисторија Босне
Хисторија Босне објављена је као прва књига. Ћоровић је наговестио још две- културну историју Босне и прошлост ове земље под влашћу Турака и Аустроугарске. Прерана, трагична смрт спречила га је да оствари своју замисао.